# Борек (Козеницький повіт)
Борек (пол. Borek) — село в Польщі, у гміні Ґневошув Козеницького повіту Мазовецького воєводства.
Населення — 574 особи (2011).
У 1975-1998 роках село належало до Радомського воєводства.

## Демографія
Демографічна структура станом на 31 березня 2011 року:
|          | Загалом | Допрацездатний вік | Працездатний вік | Постпрацездатний вік |
| -------- | ------- | ------------------ | ---------------- | -------------------- |
| Чоловіки | 265     | 52                 | 178              | 35                   |
| Жінки    | 309     | 48                 | 167              | 94                   |
| Разом    | 574     | 100                | 345              | 129                  |